# Григалавичюс, Юозас
Юозас Григалавичюс — советский хозяйственный, государственный и политический деятель.

## Биография
Родился в 1913 году в Шеметае. Член КПСС.
С 1930 года — на хозяйственной, общественной и политической работе. В 1930—1983 гг. — секретарь Рокишкисского райкома ЛКСМ и ЛКП, инструктор ЦК ЛКП по Рокишкскому уезду, редактор рокишкских районных газет «Рабочие мысли» и «Искра», заключён в тюрьму, секретарь Рокишкского уездного комитета ЛКП, заместитель заведующего отделом ЦК КП(б) Литвы, первый секретарь Каунасского горкома КП Литвы, первый секретарь ЦК ЛКСМ Литвы, помощник начальника штаба партизанского движения Литвы, первый секретарь Каунасского горкома КП Литвы, первый секретарь Шилутского уездного комитета КП Литвы, секретарь Клайпедского обкома КП Литвы, министр культуры Литовской ССР, заместитель председателя Совета Министров ЛССР, в аппарате Совета Министров Литовской ССР, в аппарате Президиума[чего?] Литовской ССР.
Избирался депутатом Верховного Совета Литовской ССР 1-го и 5-го созывов.
Умер в Вильнюсе в 1983 году.